# Posjetnica
Posjetnica ili vizitka je kartica na kojoj se nalaze poslovne informacije o tvrtki ili pojedincu koji se bavi nekim biznisom. Dijele se tijekom formalnih događaja. Posjetnica obično uključuje ime davaoca karte, tvrtke ili poslovnu pripadnost (obično s logotipom) i kontakt informacije kao što su adrese ulica, telefonski brojevi, broj faksa, adresa e-maila i web-lokacija. Danas na posjetnicama mogu stajati i stranice društvenih mreža. Tradicionalno, mnoge kartice su imale jednostavan crni tekst na bijeloj osnovi, a karakterističan izgled bio je poželjan znak profesionalizma. Krajem 20. stoljeća tehnološki napredak donio je promjene stila, a danas će profesionalna vizit karta često uključivati jedan ili više aspekata upečatljivoga vizualnoga dizajna.
Ne postoji standard za dimenzije posjetnice. Neke su sličnih dimenzija zbog mogućnosti lakšega skladištenja: na primjer, bankarske kartice (85,60 × 53,98 mm) i poslovne kartice u Zapadnoj Europi (85 × 55 mm) imaju skoro istu veličinu.